# Creu de Sant Isidre (Subirats)
La Creu de Sant Isidre és una creu de terme al municipi de Subirats (Alt Penedès) inclosa a l'Inventari del Patrimoni Arquitectònic de Catalunya. Creu de ferro decorada amb elements de forja. D'una base massissa (pedra o formigó), aparentment encastada en el terreny, surten quatre espigons (45 cm d'alçada) acabats en forma lanceolada que delimiten un espai quadrangular. Del centre surt la columna, quadrangular, guarnida amb elements de forja a la part baixa, central i superior. La creu mostra els braços rectes acabats amb forma florençada i està decorada amb una planxa soldada damunt els plans en forma de creu.